# Prix Amerio
Pour les articles homonymes, voir Amerio.
Le prix Luigi et Wanda Amerio est une distinction mathématique, décernée à la mémoire du mathématicien Luigi Amerio (it) (1912–2004) et de son épouse Wanda, qui est attribuée par l'Académie des sciences et des lettres de l'institut lombard à un mathématicien italien qui a apporté des contributions particulièrement importantes dans le domaine de Analyse mathématique. Le prix consiste en une médaille d'or et il est décerné chaque année.

## Liste des lauréats
Les noms des lauréats sont indiqués avec l'affiliation académique relative au moment de l'attribution du prix ;
- 2005 Gianni Dal Maso (École internationale supérieure d'études avancées, Trieste)[2]
- 2006 Mariano Giaquinta (École normale supérieure de Pise)
- 2007 Antonio Ambrosetti (Sissa, Trieste)
- 2008 Vieri Benci (Université de Pise)[3]
- 2009 Alberto Bressan (Université d'État de Pennsylvanie)[4],[5]
- 2010 Fulvio Ricci (École normale supérieure de Pise)[6],[7]
- 2011 Giuseppe Buttazzo (Université de Pise) [8],[9]
- 2012 Lucio Boccardo (Université de Rome « La Sapienza »)[10],[11]
- 2013 Nicola Fusco (Université de Naples - Frédéric-II) [12]
- 2014 Gabriella Tarantello (Université de Rome « Tor Vergata »)
- 2015 Camillo De Lellis (Université de Zurich)[13]
- 2016 Giuseppe Mingione (Université de Parme)[14]
- 2017 Alessandra Lunardi (Université de Parme)
- 2018 Andrea Cianchi (Université de Florence)[15]
- 2019 Giovanni Alberti (Université de Pise) [16]
- 2020 Andrea Malchiodi (École normale supérieure de Pise)
- 2021 Gigliola Staffilani (Massachusetts Institute of Technology)
- 2022 Piermarco Cannarsa (Université de Rome « Tor Vergata »)[17]
- 2023 Enrico Valdinoci (Université d'Australie-Occidentale)

- 2024 Paolo Tilli (École polytechnique de Turin)